# Ronco Briantino

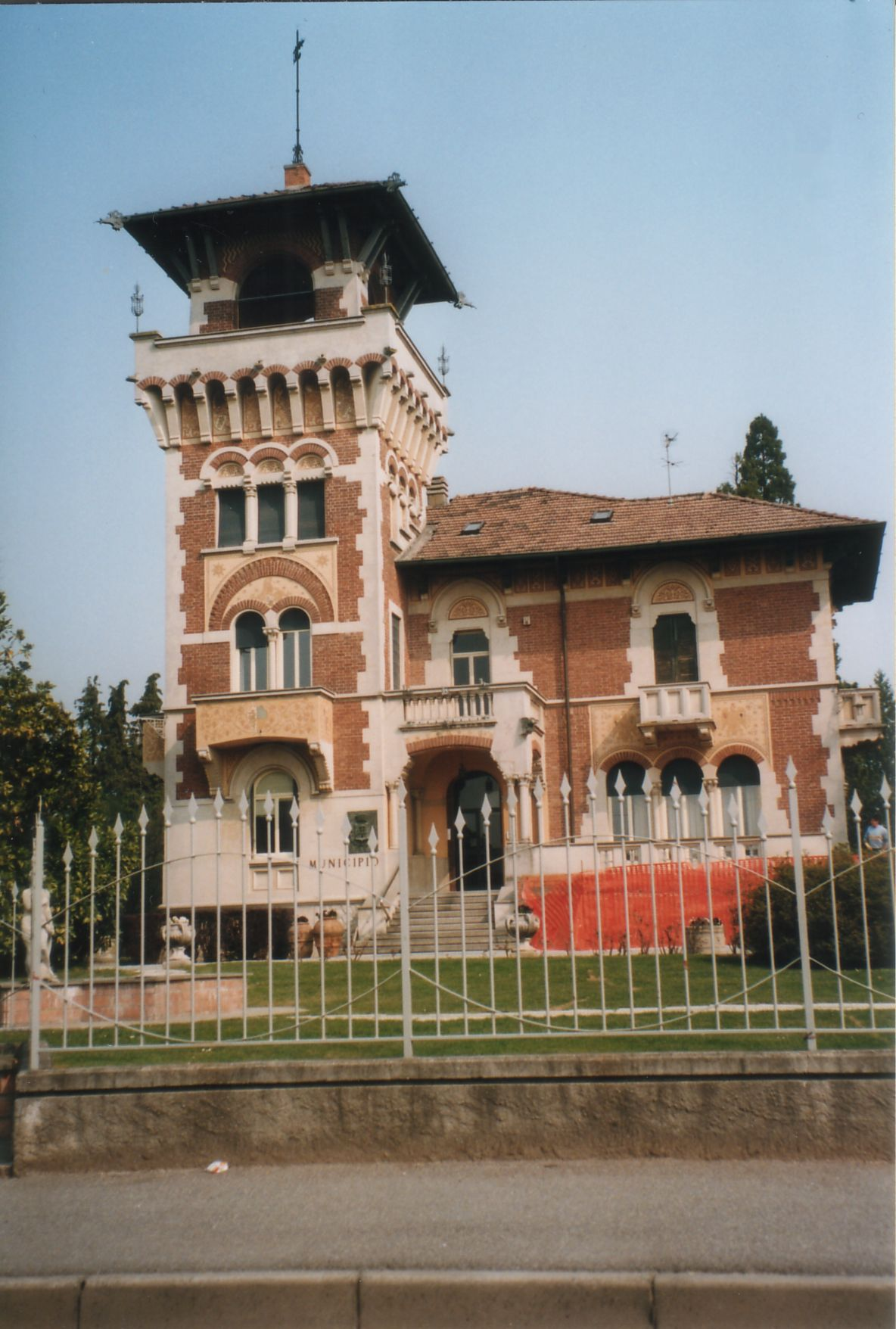
Gemeindeverwaltung von Ronco Briantino

Ronco Briantino ist eine norditalienische Gemeinde (comune) mit 3690 Einwohnern (Stand 31. Dezember 2023) in der Provinz Monza und Brianza in der Lombardei. Die Gemeinde liegt etwa 13,5 Kilometer nordwestlich von Monza östlich des Parco di Montevecchia e Val Curone. Die Gemeinde grenzt unmittelbar an die Provinz Lecco.

## Verkehr
Durch die Gemeinde führt die Strada Statale 342dir  als Verlängerung der Autostrada A51 (Tangenziale Est) Richtung Lago di Lecco.